# Axel Schäfer
Axel Schäfer (ur. 3 sierpnia 1952 we Frankfurcie nad Menem) – niemiecki polityk, urzędnik i działacz partyjny, deputowany do Bundestagu, poseł do Parlamentu Europejskiego IV kadencji.

## Życiorys
Po ukończeniu szkoły średniej pracował jako urzędnik w administracji miejskiej we Frankfurcie nad Menem i w Bochum. W latach 1981–1982 kształcił się na Ruhr-Universität Bochum. W 1969 wstąpił do Socjaldemokratycznej Partii Niemiec, po czym w latach 1983–1994 był etatowym pracownikiem partii. Członek m.in. ver.di oraz AWO.
W latach 1994–1999 wykonywał mandat eurodeputowanego IV kadencji, należąc do frakcji socjalistycznej i pracując w Komisji ds. Instytucjonalnych. Później był dyrektorem instytucji szkolnej typu Heimvolkshochschule, a także sekretarzem generalnym niemieckiego oddziału Ruchu Europejskiego.
W wyborach w 2002 uzyskał mandat deputowanego do Bundestagu. Z powodzeniem ubiegał się o reelekcję w 2005, 2009, 2013, 2017 i 2021 na kolejne kadencje. W 2010 objął funkcję wiceprzewodniczącego frakcji poselskiej socjaldemokratów.